# Grabahan
Grabahan is een bestuurslaag in het regentschap Magetan van de provincie Oost-Java, Indonesië. Grabahan telt 765 inwoners (volkstelling 2010).